# Gens Paccia
La gens Paccia, occasionalmente scritta Pactia, era una gens plebea minore nell'Antica Roma. Solo pochi membri di questa gens ottennero una distinzione nello stato romano, di cui il più illustre fu Gaius Paccius Africanus, console nel 67 d.C.

## Origini
Il nomen Paccius è un cognome patronimico, derivato da un praenomen di origini osche, indicato come Paccius o Paquius, individuato frequentemente tra i sanniti.  Il Paccii romano sembrerebbe quindi essere sannita, o almeno di derivazione osca. Poiché il praenomen e il nome gentilizio condividevano la stessa forma, in alcuni casi è difficile determinare se il nome fosse il praenomen o il nomen del portatore. 

## Membri
- Marcus Paccius, descritto da Cicerone come amico di Tito Pomponio Attico. [3]
- Paccius Antiochus, un medico che visse durante la prima parte del primo secolo. Era uno studente di Philonides di Catania, ed era ben noto per i suoi preparati medicinali, alcuni dei quali citati da Galeno. Si arricch^ dalla vendita di un preparato medicinale particolare, la cui formula ha lasciato all'imperatore Tiberio. [4][5][6][7][8]
- Paccius Orfitus, un centurione primus pilus nell'esercito di Gneo Domizio Corbulo, durante il regno di Nerone. [9][8]
- Gaius Paccius Africanus, console suffectus alle calende di luglio del 67 d.C. Fu alleato dell'imperatore Vitellio e fu espulso dal senato dopo la morte dell'imperatore; riabilitato per favorire Vespasiano, Paccius fu nominato Proconsole d'Africa nel 77. [10][11][12][8]
- Gaius Paccius C. f., Uno dei decemviri accusati di organizzare una festa religiosa a Tarracina nel Lazio. [13][8]
- Gaius Paccius C. l. Anoptes, un uomo libero menzionato in un'iscrizione di Tarracina. [13]
- Paccia Marciana, la prima moglie di Settimio Severo, morì prima che suo marito diventasse imperatore. [14][15]